# أوتول (تمنراست)

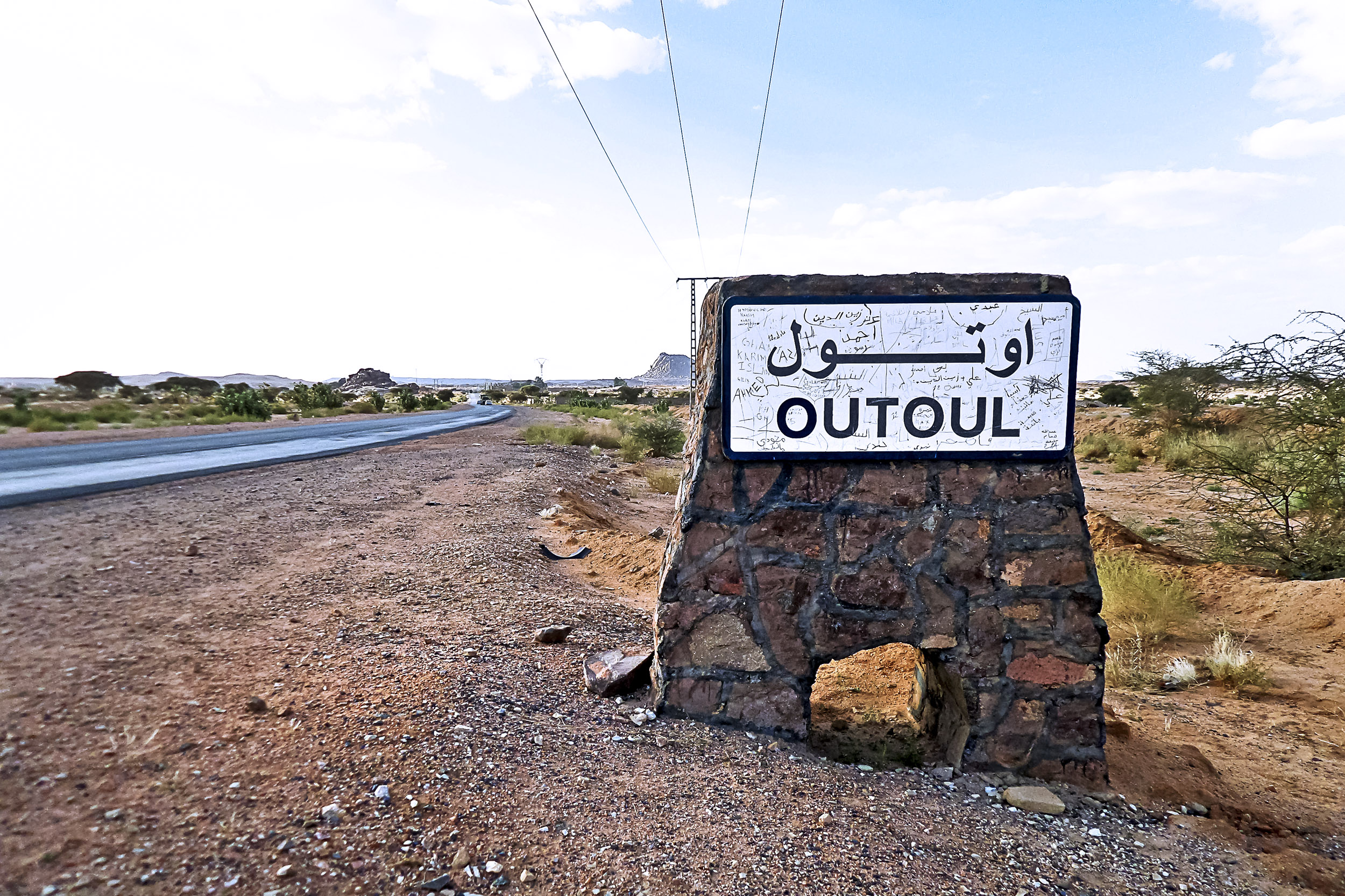
مدخل القرية

أوتول هي قرية جزائرية تابعة لبلدية تمنراست، تابعة لدائرة تمنراست، ولاية تمنراست. تقع على الضفة الشرقية لوادي أوتول 21 كيلومتر (13 ميل) غرب مدينة تمنراست. على الطريق الوطني رقم 1 